# OsiriX
Osirix – oprogramowanie do przetwarzania obrazów przeznaczone do pików w formacie DICOM (.dcm) powstającym w obrazowaniu medycznym (MRI, CT, PET, PET-CT, SPECT-CT, USG). Jest zgodne ze standardem DICOM (dane komunikacyjne oraz w formacie obrazów). Osirix ma możliwość pobierania obrazów transferowanych przez protokół komunikacyjny DICOM z każdej modalności PACS (C-STORE, SCP/SCU oraz Query/Retrieve: C-MOVE SCU/SCP, C-GET SCU/SCP).
Osirix został zaprojektowany aby umożliwić przeglądanie wielomodalnych i wielowymiarowych obrazów: 2D viewer, 3d viewer, 4d viewer (serie 3D z czasem jako czwartym wymiarem, np. cardiac-ct) oraz 5d viewer (serie 3d z czasem jako czwarty wymiar a funkcjonalnością jako piąty, np. cadiac0pet-ct). 3d viewer dysponuje następującymi trybami renderowania: Rekonstrukcja Wielopłaszczyznowa (Multiplanar Reconstruction MPR), Renderowanie Powierzchni (Surface Rendering), Renderowanie Objętości(Volume Rendering) oraz Projekcja Maksymalnej Intensywności(Maximum intensity projection MIP). Wszystkie te tryby są zgodne z danymi 4d oraz możliwe jest połączenie dwóch różnych serii(image fusion), np. PET-CT.
Osirix pełni następujące funkcje:
- stacja robocza DICOM PACS
- przetwarzanie obrazów medycznych (radiologia i obrazowanie jądrowe)
- obrazowanie funkcjonalne
- obrazowanie molekularne
- obrazowanie 3d
- mikroskopia konfokalna

Osirix został stworzony przez firmę Pixmeo SARL, firmę z Genewy w Szwajcarii. Osirix został opracowany przez radiologa Antoine Rosser M.D., pracującego w LaTour Hospital oraz Joris Heuberger - informatyka.